# Pratt & Whitney PW4000
Les Pratt & Whitney PW4000 sont une famille de turboréacteurs double flux et double corps à haut taux de dilution développés par l’Américain Pratt & Whitney dans les années 1980 comme les successeurs du Pratt & Whitney JT9D. Ils sont à l’origine de nombreuses avancées technologiques telles que l’utilisation, pour la première fois au monde, d’un calculateur de régulation moteur électronique (FADEC).
Déclinés en trois générations dénommées PW4000-94, PW4000-100 et PW4000-112 et certifiées pour des poussées maximales à sec allant de 52 000 à 98 000 lbf (soit de 230 à 435 kN), les PW4000 équipent entre autres les avions de ligne d'Airbus (A300, A310 et A330) et Boeing (Boeing 747, 767 et 777) ainsi que le MD-11 de McDonnell Douglas.

## Contexte et développement
Lors du Salon aéronautique de Farnborough de 2006, Pratt & Whitney annonce le lancement du programme Advantage70 qui permet d’augmenter non seulement la poussée jusqu’à 70 000 lbf (311 kN) mais également la fiabilité du moteur tout en diminuant sa consommation spécifique de carburant de 1 % et les coûts de maintenance de 15 %. Ce programme est entré en service en 2009.

## Générations

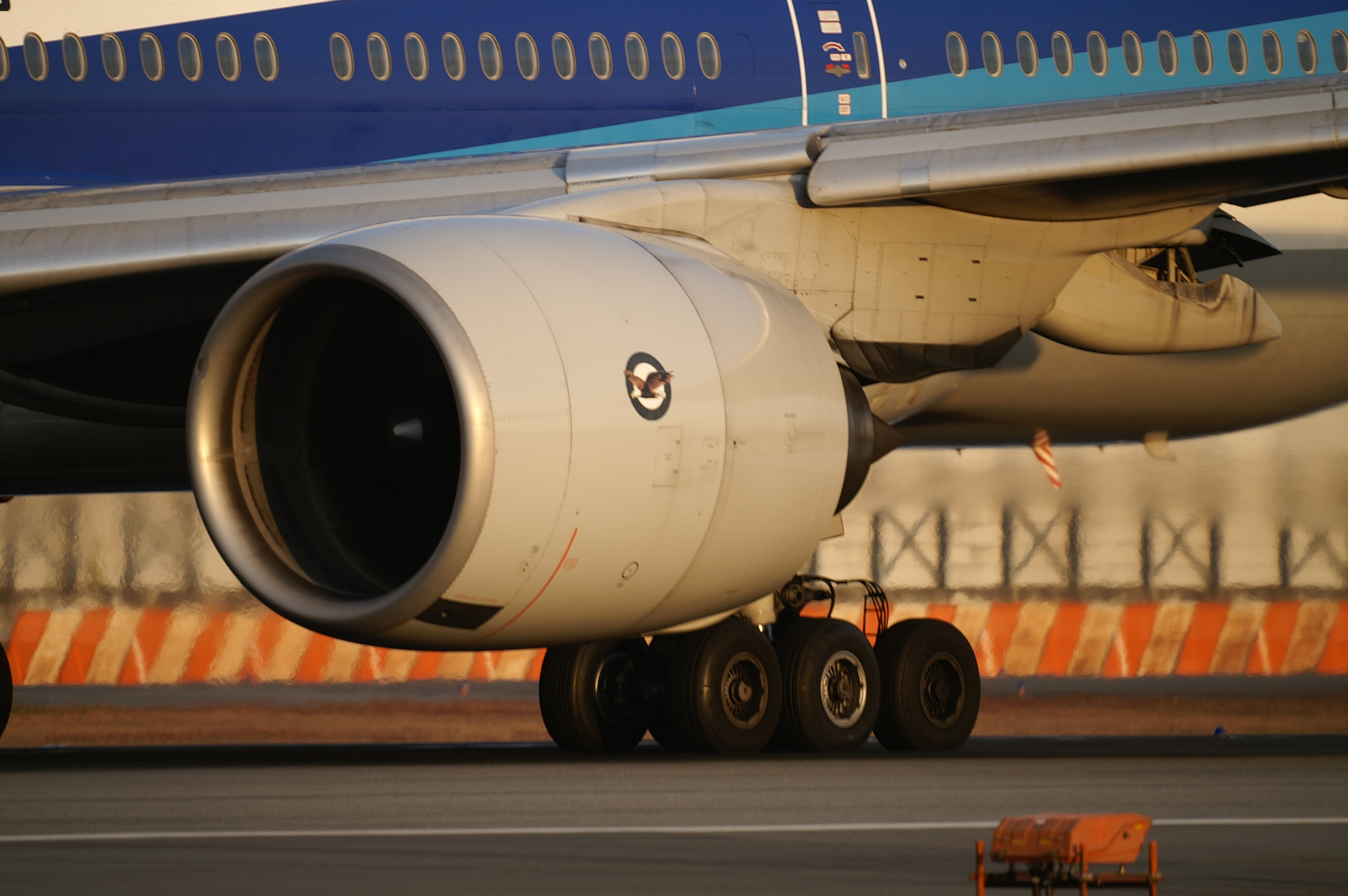
Un PW4074 équipant un Boeing 777 de la compagnie All Nippon Airways.

L’ensemble des moteurs PW4000 est divisé en 3 générations réparties selon le diamètre de leur soufflante.
La première génération est la famille PW4000-94 dont la soufflante fait 94 pouces de diamètre soit 2,40 m. Elle est certifiée pour des poussées allant de 52 000 à 62 000 lbf (230 à 275 kN). Les moteurs de cette génération équipent les Airbus A300, A310, les Boeing 747-400, 767-200/300 et les McDonnell Douglas MD-11.
La deuxième génération est la famille PW4000-100 dont la soufflante fait 100 pouces de diamètre soit 2,54 m. Elle est certifiée pour des poussées allant de 64 500 à 68 600 lbf (287 à 305 kN). Cette génération a été développée spécialement pour l’Airbus A330.
La troisième et dernière génération est la famille PW4000-112 dont la soufflante fait 112 pouces de diamètre soit 2,84 m. Elle est certifiée pour des poussées allant de 74 000 à 98 000 lbf (328 à 435 kN). Cette génération a été développée spécialement pour le Boeing 777.

## Incidents
Le 20 février 2021, un incendie de réacteur a contraint le Boeing 777 assurant le vol United Airlines 328 à faire demi-tour et retourner à l’aéroport de Denver d’où il avait décollé. Des débris de grande taille ont été retrouvés au sol, sans qu'il n'y ait de blessé à déplorer. Le même jour, un incendie a également touché un Boeing 747-412 au départ de Maastricht et à destination de New York, contraignant l'équipage à un atterrissage à Liège, sans faire de blessé parmi l'équipage. Des débris ont été également projetés, blessant deux personnes au sol. Cet incident concerne également un moteur de la même série, PW4000 (plus précisément un PW4077 pour le vol UA328, un PW4056 pour le Boeing 747).
Deux autres incidents similaires se sont produits en 2018 et 2020 sur des Boeing 777 équipés de moteurs PW4000. Dans les deux cas, la défaillance était due à un bris d’aube du réacteur.

## Technique
| Mise en service  | Juin 1987                                | Décembre 1994                            | Juin 1995                                |
| Poussée max      | de 52 000 à 62 000 lbf (de 230 à 275 kN) | de 64 500 à 68 600 lbf (de 287 à 305 kN) | de 74 000 à 98 000 lbf (de 328 à 435 kN) |
| Taux de dilution | De 4,8 : 1 à 5 : 1                       | 5 : 1                                    | De 5,8 : 1 à 6,4 : 1                     |
| Sources :        |                                          |                                          |                                          |

## Dénominations spécifiques

### PW4000-94
- PW4052
- PW4056
- PW4060
- PW4062
- PW4062A
- PW4152
- PW4156A
- PW4156
- PW4158
- PW4460
- PW4462

### PW4000-100
- PW4164
- PW4168
- PW4168A
- PW4170

### PW4000-112
- PW4074/74D
- PW4077/77D
- PW4084/84D
- PW4090
- PW4098